# Хопп, Дитмар
Дитмар Хопп (нем. Dietmar Hopp, родился 26 апреля 1940 года в Хайдельберге, Германия) — крупный немецкий бизнесмен, один из основателей компании SAP. В 2008 году капитал Хоппа был оценен журналом «Форбс» в 1 миллиард долларов.
Основной частью состояния Дитмара Хоппа являются его активы в компании SAP AG, крупнейшем производителе коммерческого программного обеспечения.
В 2005 году улица Нойротштрассе (нем. Neurottstraße) в Вальдорфе, где расположена штаб-квартира SAP AG, была переименована в Дитмар-Хопп-Аллее (англ. Dietmar-Hopp-Allee).

## Хопп и футбольный клуб «Хоффенхайм»
В юности выступал за молодёжную команду клуба «Хоффенхайм». В 1990 году он стал владельцем этого клуба, который в то время играл в одной из самых низших лиг Германии. Совершив подъём из самых низов в 2008 году «Хоффенхайм» вышел в Бундеслигу и после первого круга лидировал, одержав 11 побед в 17 матчах.
Стадион, на котором «Хоффенхайм» играл с 1999 года (общая вместимость 5000 зрителей, из них 1620 — на сидячих местах), носил имя Дитмара Хоппа. Однако такой стадион не соответствует требованиям Бундеслиги, и к январю 2009 г. был построен новый стадион Рейн-Некар-Арена на 30 150 мест в городе Зинсхайм недалеко от Хоффенхайма.
Общие вложения Хоппа в «Хоффенхайм» оцениваются в 150—200 миллионов евро.